# Sylva Koscina
Sylva Koscina (ur. 22 sierpnia 1933 w Zagrzebiu, zm. 26 grudnia 1994 w Rzymie) – włoska aktorka i modelka narodowości chorwackiej.

## Życiorys

### Wczesne lata
Urodziła się w Zagrzebiu jako córka Valerii i Ivana „Ivo” Košćiny. Jej rodzice pochodzili ze Splitu, gdzie jej ojciec prowadził miał hotel w części Zachodniego Wybrzeża. Uważano, że jej ojciec miał pochodzenie greckie, a matka miała polskie, jednak te informacje nie są potwierdzone.
Podczas II wojny światowej, w wieku 12 lat, Košćina została przywieziona do Włoch, aby zamieszkać ze swoją starszą siostrą, która wyszła za mąż za obywatela Włoch.
Po wygraniu konkursów piękności jako nastolatka, zaproponowano jej pracę modelki. W 1954, kiedy studiowała fizykę na Uniwersytecie w Neapolu i mieszkała w internacie dla zakonnic, została poproszona o zostanie Miss di Tappa („Miss Etapu”), która wręczyła kwiaty zwycięzcy etapu Giro d’Italia z 1954. Potem zdjęcie jej całowania zwycięzcy zostało opublikowane w gazetach w całej Europie.

### Kariera
W 1955 zadebiutowała niewielką rolą dziewczyny szukającej sławy w komedii Czy jesteśmy mężczyznami czy kapralami? (Siamo uomini o caporali) z Totò. W ekranizacji powieści Juliusza Verne’a Kurier carski (Michał Strogoff, 1956) w reżyserii Carmine’a Gallone’a pojawiła się jako cyganka Sangare, ukochana Iwana Ogareffa, podstępnego przeciwnika Michała Strogowa (Curd Jürgens). Jej talent aktorski ujawnił się w dramacie Pietro Germiego Czerwony sygnał (Il ferroviere, 1956) w roli Giulii Marcocci, córki maszynisty, a także w komedii Alberta Lattuady Guendolina (1957), gdzie zagrała Francescę Redaelli, młodą matkę Guendaliny. Po występie w dwóch komediach Dina Risiego z udziałem Renata Salvatoriego – Babcia Sabella (La nonna Sabella, 1957) jako Lucia i Biedni bogacze (Poveri millionari, 1959) jako Alice, została obsadzona w roli Jole, córki Peliasa (Ivo Garrani) w epickim filmie miecza i sandałów Herkules (1958) u boku Steve’a Reevesa; film był międzynarodowym hitem.
Szczególną popularnością cieszyła się w pierwszej połowie lat 60., kiedy była częstym gościem programów telewizyjnych. Wystąpiła jako Vlasta Simoneva w komedii szpiegowskiej Wyjątkowo upalny czerwiec (Hot Enough for June, 1964) z Dirkiem Bogarde. Była gwiazdą w komedii Alessandra Blasettiego Ja, ja, ja i ci wszyscy inni (Io, io, io.... e gli altri, 1966) z Giną Lollobrigidą i Marcello Mastroiannim. W kryminalnym filmie przygodowym Deadlier Than the Male (1967) z Elke Sommer zagrała postać zabójczyni Penelope. W 1967 była nominowana do Nagrody Złotego Lauru jako „Nowa twarz kobieca”. Jej gwiazda wyraźnie przygasła pod koniec lat 60. mimo znaczącej roli Reny Westabrook, która ma stanąć przed sądem za morderstwo jej bogatego męża w dramacie kryminalnym Przyjemny sposób na umieranie (A Lovely Way to Die, 1968) u boku Kirka Douglasa i jako hrabina Francesca Di Montefiore w komedii wojennej Jacka Smighta Tajna wojna Harry’ego Frigga (The Secret War of Harry Frigg, 1968) z Paulem Newmanem. W dwuczęściowym dramacie przygodowym Walka o Rzym (Kampf um Rom, 1968–1969) wcieliła się w postać cesarzowej Teodory. W 1969 została wyróżniona nagrodą Złotej Pomarańczy na Festiwalu Filmowym Taormina. 
Można było ją zobaczyć w dramacie Jesúsa Franco Marquis de Sade: Justine (1969) z Klausem Kinski opartym na powieści Justyna czyli nieszczęścia cnoty i horrorze Maria Bavy Dom egzorcyzmów (Lisa e il diavolo, 1973) z Telly Savalasem. W czerwcu 1975 wzięła udział w sesji dla włoskiej edycji magazynu „Playboy”. W latach 80. często występowała we włoskich programach rozrywkowych i jako pretensjonalna Evelina w miniserialu komediowym Rai 1 A życie toczy się dalej... (...e la vita continua, 1984) w reż. Dino Risiego z Virną Lisi, Moaną Pozzi i Vittorio Mezzogiorno.

## Życie prywatne
W życiu prywatnym była żoną producenta filmowego Raimondo Castelliego, z którym wzięła ślub w 1967, w Meksyku. Rozwiodła się z nim w 1971.

### Śmierć
Zmarła 26 grudnia 1994 w Rzymie w wieku 61 lat w wyniku choroby nowotworowej piersi, pochowana na Cmentarzu Flamińskim.

## Wybrana filmografia
- 1956: Kurier carski jako Sangare
- 1958: Herkules jako Jole
- 1958: Jerozolima wyzwolona jako Clorinda
- 1959: Herkules i królowa Lidia jako Jole
- 1962: Człowiek w żelaznej masce jako Marion
- 1964: Porozmawiajmy o kobietach jako Ragazza
- 1965: Giulietta i duchy jako Sylva
- 1968: Walka o Rzym jako cesarzowa Teodora
- 1969: Bitwa nad Neretwą jako Danica
- 1970: Gniazdo szerszeni jako dr Bianca Freedling
- 1973: Dom egzorcyzmów jako Sophia Lehar
- 1980: Sunday Lovers jako Zaira
- 1981: As (Asso) jako Enrichetta Morgan
- 1984: Cerenentola 80' jako księżna
- 1992: Ricky e Barabba jako Cristina Bonetti
- 1994: C’è Kim Novak al telefono jako matka Richardo